# Bawełniak górski
Bawełniak górski (Sigmodon zanjonensis) – gatunek ssaka z podrodziny bawełniaków (Sigmodontinae) w obrębie rodziny chomikowatych (Cricetidae).

## Zasięg występowania
Bawełniak górski występuje w Chiapas w Meksyku na wschód przez Gwatemalę do co najmniej zachodniego Hondurasu.

## Taksonomia
Gatunek po raz pierwszy zgodnie z zasadami nazewnictwa binominalnego opisał w 1932 roku amerykański teriolog George Gilbert Goodwin nadając mu nazwę Sigmodon zanjonensis. Holotyp pochodził z Zanjón, na wysokości 9000 ft (2743 m), w departamencie Quetzaltenango, w Gwatemali.
Dokładny przegląd wszystkich górskich populacji S. zanjonensis w południowym Meksyku i północnej Ameryce Środkowej jest potrzebny w celu określenia granic morfologicznych, molekularnych, ekologicznych oraz rozmieszczenia. Autorzy Illustrated Checklist of the Mammals of the World uznają ten takson za gatunek monotypowy.

### Etymologia
- Sigmodon: gr. σῖγμα sigma „litera Σ”; ὀδούς odous, ὀδóντος odontos „ząb”; w aluzji do sigmoidalnego wzoru na zębach trzonowych gdy ich korony są zużyte[7].
- zanjonensis: Zanjón, Gwatemala[8].

## Morfologia
Długość ciała (bez ogona) 146–163 mm, długość ogona 104–151 mm, długość ucha 18–22 mm, długość tylnej stopy 30–35 mm; masa ciała 62–113 g. 